# アイモ
アイモ（英語: Eyemo）は、アメリカ合衆国のベル&ハウエルが製造した35mmフィルムの映画用カメラである。1925年発売、第二次世界大戦後の1955年前後まで、劇場用あるいはテレビ放映用のニュース映画の撮影において世界的に用いられた。

## 略歴・概要

### 背景
設計され、最初の製品が製造されたのは、1925年（大正14年）であり、以来、100フィートの35mmフィルムが充填できる映画用カメラの最小型機種として、長年現役として使用されている。小型であり頑丈であることから、ニュース映画や従軍するカメラマンに好まれた。ベトナム戦争においては、アメリカ国防総省がアイモについてのマニュアルを発行している。
劇映画 (Fictional film) やドキュメンタリー映画の映画作家たちも本機を使用しており、それは本機が、ポータブル性に優れ、頑丈であり、小型ゆえにカメラが回っていることに気づかれにくいことが求められている。
日本のニュース映画では昭和30年代まで本機が主に使われていたが、『東京オリンピック』がきっかけで、アーノルド&リヒターの「アリフレックス」にとってかわられたという。
本機は現在、爆破やアクションの必要なスタント撮影における「クラッシュ・カム」として使用されることもある。建物や高い場所からカメラを落下させながらショットを撮る必要があるときに、そのように使用される。

### 構造
アイモは、レフレックス構造を持たないカメラである。撮影時のヴューイングは、カメラの上部に組み込まれた光学的ファインダーを通して行なう。一眼レンズのみを採用しているモデルを経て、1929年（昭和4年）には、最初のスリー・ポート・アイモが登場した。3つのレンズを搭載した回転台を搭載したスパイダー・モデル（Spider model）であり、焦点ファインダーも光学的ファインダーとは逆に、サイド部分に搭載された。アイモは、71Kモデル以外には直径1インチ半のレンズマウントを搭載している。
アイモは、時計仕掛けモータを搭載しており、ラチェットでねじを巻き、ひと巻きで20秒分のフィルムを回転させる（フレームレート秒間24コマ）。機種にもよるが、秒間4コマから64コマまでのスピードで動作が可能である。手回しハンドルをアクセサリとして取り付けることで、ハンドクランク式のカメラとしても使用できる。また、電動機式にすることも可能である。直流バッテリーを使用することも、家庭用の交流電源も使用できる。同時録音撮影のためのシンクロモーターも使用可能であるが、撮影機の発する騒音を軽減するブリンプは市販されていない。
アイモは、100フィート（30.5メートル）のフィルムを装填でき、秒間24コマの標準撮影時には1分の撮影が行なえる。モデルによっては、400フィートから1,000フィートのカメラマガジンを装填可能であり、本機の後部にとりつけ、期待値で4分20秒から11分の撮影ができる。400フィートのマガジンを着用したときには、操作不可能というまでではないが鈍重になり、三脚を必要とする。1,000フィートの際には必携である。
生産が終了している現在では、カメラ店によっては、アイモを改良してレフヴューイングを可能にしたり、ヴィデオ・タップや電動モーターを搭載、固有のレンズマウントを改良して販売することがある。
ベル&ハウエルは、1923年（大正12年）の末に16mmフィルム用撮影機フィルモを発売し、成功を収めている。1930年代には、フィルモはセミプロ用カメラとして位置づけられ、アマチュア映画の世界ではスーパー8mmフィルムが登場する1960年代に、フィルモ127が生まれている。

## おもなモデル
- アイモ 71 Automatic Cine Camera 1926年 camera 35mm ACR 0036
- アイモ 71 A Automatic Cine Camera 1930年 camera 35mm ACR 0574
- アイモ 71 K, M 1938年 camera 35mm ACR 0303
- アイモ 71 Q (QM) 1938年 camera 35mm (400' magazine facility, spider turret)
- アイモ Flight Research camera 1944年? 35mm
- PH-330 アイモ A-J 1945年 military camera 35mm